# Flüssigkeitsatmung
Flüssigkeitsatmung ist ein experimentelles Verfahren der Tauchtechnik und Tauchmedizin, bei dem der Gasaustausch in der Lunge nicht über Luft oder ein Atemgasgemisch, sondern über eine mit Sauerstoff angereicherte Flüssigkeit erfolgt. Im einfachsten Fall würde die Flüssigkeit wie Luft ein- und ausgeatmet, was aber wegen des erheblich höheren Atemwiderstands und anderer Probleme nicht ohne Weiteres möglich ist.

## Flüssigkeitsatmung und Tauchtechnik
Eine erfolgreiche Anwendung der lediglich im Labor erprobten Flüssigkeitsatmung würde einige der Probleme von Tieftauchgängen lösen:
- Eine Dekompression im heutigen Maßstab wäre nicht notwendig, sie wäre einfacher, der dafür nötige Zeitaufwand geringer. Eine Sättigung von Inertgasen im Gewebe entfiele weitgehend, der Gasaustausch der Lunge beschränkt sich auf den Austausch von Kohlendioxid und Sauerstoff.
- Die komplexe Verwendung eines Atemgasgemisches inklusive Inertgas (z. B. Helium) ist nicht mehr notwendig, komplexe Gaswechsel entfallen weitgehend.
- Eine Druckregeltechnik zum Ausgleich des wechselnden Wasserdrucks, wie sie heute in Atemreglern existiert, wäre nicht notwendig, beziehungsweise würde gänzlich anders aussehen. Das Volumen der flüssigkeitsgefüllten Lunge ist durch die inkompressible Flüssigkeit tiefenunabhängig.

Es sind einige markante Nachteile zu nennen. Einige technische Probleme und biologische Fragen sind bis heute nicht oder nicht vollständig gelöst. Zu den (eher) technischen Fragen zählen:
- Hoher Atemwiderstand der Flüssigkeit. Zur Überwindung wäre vermutlich in der Tauchpraxis eine technische Hilfe wie Zwangsbeatmung notwendig.
- Die Frage der Pendelatmung bei Flüssigkeiten, insbesondere die Zirkulation innerhalb der Lunge bis in die Lungenbläschen
- Auskühlung oder Überhitzung des Tauchers über die Atmungsflüssigkeit
- Kommunikation ohne nutzbare Stimmbänder
- (Klare) Sicht bei gefluteter Tauchmaske sowie die direkte Auswirkung der Flüssigkeit auf die Augen
- Druckausgleich im Mittelohr
- Gefahrenfreie und biologisch verträgliche Umstellung von Gasatmung auf Flüssigkeitsatmung und zurück
- Die noch nicht entwickelte technische Tauchapparatur mitsamt Flüssigkeitsaufbereitung, Reserve und Redundanz sowie die Gewährleistung der Sterilität, Sicherheit und Energieversorgung. Die Tauchapparatur müsste außerdem Flüssigkeitszirkulation und Temperierung sicherstellen.

Für sehr tiefgehende Tauchgänge sind weitere Faktoren zu berücksichtigen:
- Mögliche Toxizität des Sauerstoffs bei extrem hohen Partialdrücken
- Mögliche direkte neurologische Schäden durch den Druck bei extrem tiefen Tauchgängen. Bei Labortieren konnte dies zum Teil mit Verabreichung von Betäubungsmitteln vor dem Tauchgang bekämpft werden.
- Mögliche Zellschäden durch hohe Drücke

Eine Anwendung beim Tauchen scheidet zurzeit wegen der noch immer nicht gelösten Probleme aus. Die Mittel zum tauchtechnischen Handling von Flüssigkeitsaufbereitung, Kohlendioxid-Abscheidung bzw. Sauerstoff-Anreicherung sind noch nicht entwickelt.

## Experimente und Geschichte
Johannes A. Kylstra (Leiden, Holland) erprobte in den 1970er und 1980er Jahren die Flüssigkeitsatmung im kleinen Maßstab. Er führte seine Forschungen später an der Universität von Buffalo, New York, weiter. Weitere Ergebnisse stammen von Leland Clark und Golan. Die Forschungen wurden später vom National Advisory Committee for Aeronautics (NACA) weitergeführt.
Das Verfahren wurde erfolgreich an Labortieren, zum Beispiel Ratten erprobt. Nach und nach konnte das Überleben der Versuchstiere sichergestellt werden. Auch die menschliche, partielle Flüssigkeitsatmung über einen Lungenflügel wurde erfolgreich im Versuch erprobt. Verwendet wurden mit Sauerstoff angereicherte Fluorkohlenwasserstoffe.

## Bestehende biologische Probleme
Zu den ungelösten beziehungsweise nur teilweise gelösten biologischen Fragen zählen:
- Lungenschäden bei Versuchstieren,
- weitere Lungenschäden bei Tieren, mechanisch durch die Beatmung verursacht
- der CO2-Abtransport aus der Lunge durch die Flüssigkeit
- die Temperaturabhängigkeit des CO2-Abtransportes in der Lunge
- die mögliche Anreicherung der Atemflüssigkeit im Blut
- die gefahrenfreie und biologisch verträgliche Umstellung von Flüssigkeitsatmung auf Gasatmung und zurück
- realistische und beobachtete Körper- und Lungenschäden bei verunreinigter Atemflüssigkeit

## Anwendung in der Medizin
Eine Abwandlung oder Nebenentwicklung, die Flüssigkeitsbeatmung, wird im medizinischen Bereich zur Behandlung von Lungenschäden (Brandgase, Säuglinge, Infektionen) eingesetzt.
Die Flüssigkeit unterstützt mit Sauerstoff und Kohlendioxid angereichert den Gasaustausch und öffnet im Erfolgsfall zusammengefallene Alveolen oder verhindert ihren Kollaps. Da Perfluorcarbon (PFC) doppelt so schwer ist wie Wasser, kann es sogar eine kollabierte Lunge erweitern und so einen besseren Gasaustausch vorbereiten. Dies erfolgt in Sedierung, damit bei selbstständigen Atembewegungen die Flüssigkeit nicht abgeatmet werden kann. Die mechanische Belastung der Lunge ist im Vergleich zum Beatmungsgerät oft geringer, sekundäre Schäden können unter Umständen verringert werden.
Die Behandlung befindet sich (Stand Feb. 2015) noch immer in der Erprobung.
Neben der beschriebenen Flüssigkeitsatmung (TLV) wird auch die Inhalation der Flüssigkeit (PFC vapor bzw. aerosol PFC) sowie eine Pendelatmung mit Flüssigkeit und Gas (PLV) im medizinischen Sektor diskutiert und an Tieren erprobt.

## Verwendete Flüssigkeiten
Die im medizinischen Bereich wie im Laborexperiment verwendeten Flüssigkeiten sind, neben salzhaltigem Wasser (isotonische, 0,89%ige Kochsalzlösung), zumeist Fluorkohlenwasserstoffe (Fluorcarbone, engl. fluorocarbon oder perfluorocarbon), zum Beispiel LiquiVent von Alliance, Perfluoroctylbromid, mit der Formel C8F17Br.

## Kulturelle Bezüge
Im Film Abyss – Abgrund des Todes von James Cameron wird die Nutzung eines Flüssigkeitstauchanzuges durch den Hauptdarsteller Ed Harris mit einigen der genannten Probleme dargestellt. Eine eigentliche humane Flüssigkeitsatmung findet trotz der gezeigten fiktiven Tauchtechnik nicht statt, es handelt sich lediglich um eine filmische Darstellung. Bei der ebenfalls im Film gezeigten Laborratte handelt es sich allerdings um keinen Trick, sie atmet real flüssig.
Eine weitere Anwendung einer atembaren Flüssigkeit beschreibt Ben Bova in seinem Roman Jupiter aus der Grand-Tour-Reihe. Dort wird eine Mission in die Jupiter-Atmosphäre und sogar dessen fiktiven globalen Ozean beschrieben. Es wäre wesentlich aufwendiger, ein bemanntes Gefährt so stabil zu konstruieren, dass es die extreme Druckdifferenz bei entsprechender Größe ertragen könnte. Ein weiteres Problem wäre, es bei der dazu erforderlichen Gesamtmasse aus dem tiefen Gravitationspotential des Riesenplaneten wieder aufsteigen zu lassen. Interessanterweise gibt es Kritiker des Buches, die gerade diese Atemtechnik als völlig illusorisch ablehnen.
Um die hohe Beschleunigung beim Raketenstart auszuhalten, wurden für Raumschiffe mit Flüssigkeit gefüllte Kammern vorgeschlagen. In diesen Kammern müssten die Astronauten Flüssigkeit atmen. Fiktive Anwendung fanden die Kammern etwa in der Jugendbuchserie von beziehungsweise über Mark Brandis, als spezielle Anzüge in der Fernsehserie UFO (1969/70), in der Schlusssequenz von Brian De Palmas Mission to Mars (2000), als Beschleunigungstanks in Joe Haldemans Roman Der Ewige Krieg oder als energetisches Stasis-Feld bei Roger Leloup und Luc Orients Terango-Reisen. Der Übergang von der Gasatmung zur Flüssigkeitsatmung findet sich zum Beispiel bei Flash Gordon.
Weil das medizinisch angewendete LiquiVent eine Dichte von 1,93 g/ml hat, wäre es für hohe Beschleunigungen weniger gut geeignet als die isotonische Kochsalzlösung, die in ihrer Dichte dem menschlichen Gewebe viel näher kommt. Der geringeren Löslichkeit von Sauerstoff in der isotonischen Kochsalzlösung im Vergleich zum LiquiVent könnte man dadurch begegnen, dass man den Partialdruck des Sauerstoffs erhöht.

## Science-Fiction-Literatur
- Ben Bova: Jupiter. Heyne, München 2002, ISBN 3453213491
- Joe Haldeman: Der ewige Krieg, mit einem Vorwort von Ben Bova, Neuausgabe, Heyne Verlag, München 2000, ISBN 978-3-453-16414-7
- Carmen Carter: STAR TREK: Die Kinder von Hamlin. Heyne, München 1997, ISBN 978-3453128132
- Dan Brown: Das verlorene Symbol, Bastei Lübbe, 2009, ISBN 3-7857-2388-1
- Katja Brandis + Hans-Peter-Ziemeck: Ruf der Tiefe, 2011, Hardcover: ISBN 9783407810823